# Zipper (magazyn)
Zipper (jap. ジッパー Jippā) – japoński magazyn o modzie dla nastolatek wydawany przez Shodensha. Zipper po raz pierwszy ukazał się w 1993 roku i prezentował różnorodną modę Harajuku przez 24 lata, aż do zaprzestania publikacji w 2017 roku, powróci do druku 23 marca 2022 roku jako kwartalnik.

## Historia
Magazyn został po raz pierwszy opublikowany w 1993 roku z hasłem „NIE! Dla tego samego stylu, co wszyscy inni” i przesłaniem „Pielęgnuj własną indywidualność i ciesz się modą na swój własny sposób”.
Manga Ai Yazawy „Paradise Kiss” była wydawana seryjnie na łamach magazynu od maja 1999 do maja 2003 roku. Publikację mangi poprzedziła seria, w której postacie z „Gokinjo Monogatari” mangi tej samej autorki pokazywały, jak tworzyć modne ubrania.
Od wydania z grudnia 2014 roku format publikacji stał się kwartalny, publikowany w marcu, czerwcu, wrześniu i grudniu każdego roku. Wraz z wydaniem z dnia 22 grudnia 2017 roku zaprzestano publikacji magazynu. 23 marca 2022 roku ponownie wznowiono publikację.